# 벽운사
벽운사(碧雲寺)는 대한민국 서울특별시 노원구 공릉1동에 있는 절이다.

## 같이 보기
- 노원구
- 공릉1동
- 광명사 (노원구)